# Djon Andersen
Djon Andersen es un deportista danés que compitió en remo. Ganó una medalla de bronce en el Campeonato Mundial de Remo de 1976, en la prueba de cuatro sin timonel ligero.

## Palmarés internacional
| Campeonato Mundial | Campeonato Mundial | Campeonato Mundial | Campeonato Mundial        |
| Año                | Lugar              | Medalla            | Prueba                    |
| ------------------ | ------------------ | ------------------ | ------------------------- |
| 1976               | Villach (Austria)  | Medalla de bronce  | Cuatro sin timonel ligero |